# Liste der Ramsar-Gebiete in Bahrain
Ramsar-Gebiete in Bahrain sind nach der 1971 geschlossenen Ramsar-Konvention besondere Feuchtgebiete in Bahrain. Diese sind von internationaler Bedeutung, nach der Absicht des internationalen völkerrechtlichen Vertrags insbesondere als Lebensraum für Wasser- und Watvögel.
Bahrain weist zwei Ramsar-Gebiete mit einer Gesamtfläche von 6810 Hektar aus (Stand Januar 2024).
Neben diesen beiden sind mit der Arad-Bucht und der Insel Mashtan zwei weitere Feuchtgebiete als Schutzgebiete ausgewiesen.

## Liste der Ramsar-Gebiete
| Name des Gebiets | Bild           | Region                 | Lage                     | Ramsar-Gebietsnummer | Größe in Hektar | Ausweisungs- Datum | Anmerkungen                                              |
| ---------------- | -------------- | ---------------------- | ------------------------ | -------------------- | --------------- | ------------------ | -------------------------------------------------------- |
| Hawar-Inseln     | weitere Bilder | Golf von Bahrain       | 25,66667° N, 50,83306° O | 920                  | 5200            | 27. Okt. 1997      | Ein Archipel aus 16 kleinen Wüsteninseln.                |
| Bucht von Tubli  | weitere Bilder | Hauptstadtgouvernement | 26,18306° N, 50,56667° O | 921                  | 1610            | 27. Okt. 1997      | Eine geschützte Bucht mit Wattflächen und Mangrovenwald. |